# Gornja Otulja
Gornja Otulja (Servisch cyrillisch Горња Отуља) is een plaats in de Servische gemeente Vranje. De plaats telt 13 inwoners (2002).